# FC 샤흐툐르 살리호르스크
FC 샤흐툐르 살리호르스크(벨라루스어: ФК Шахцёр Салігорск)는 살리호르스크를 연고로 하는 벨라루스의 축구 클럽이다. 현재는 벨라루스 프리미어리그에 참가하고 있다.

## 성적
- 벨라루스 프리미어리그: 우승 4회 (2005, 2020, 2021, 2022), 준우승 6회 (2010, 2011, 2012, 2013, 2016, 2018), 3위 7회 (2002, 2004, 2006, 2007, 2014, 2015, 2017)
- 벨라루스컵: 우승 1회 (2004), 준우승 3회 (2006, 2008, 2009)

## 역대 감독
| 감독                | 임기        |
| ------------------- | ----------- |
| 샤르헤이 바로우스키 | 2014 ~ 2015 |